# Oporinia robsoni
Oporinia robsoni är en fjärilsart som beskrevs av Harris 1915. Oporinia robsoni ingår i släktet Oporinia och familjen mätare. Inga underarter finns listade i Catalogue of Life.